# 6th Album Re-recording & ETPFEST Live
《6th Album Re-recording & ETPFEST Live》는 서태지의 라이브, 리레코딩 앨범으로 데뷔 10주년 기념음반 성격의 앨범이다.
서태지 6집의 곡을 조금 더 강렬한 톤으로 재 녹음하여 수록했는데, 드럼의 경우에는 전곡을 드러머없이 전자드럼으로 녹음했던 것을 오디션을 거친 결과 서태지와 아이들 3집부터 작업해 온 미국의 드러머 조시 프리스와 6집 활동부터 서태지밴드에 합류한 드러머 Heff가 직접 다시 연주했다. 또한 추가로 2002년 열렸던 ETPFEST 공연 실황을 담았다.
포함된 VCD는 이전에 MBC에서 특집으로 편성해 방영된 바 있었던 2002 ETPFEST 공연 영상과, 새롭게 공개하는 미국에서의 드러머 오디션/6집 재녹음 과정을 촬영한 셀프카메라 영상을 수록했다.
데뷔 10주년 기념으로 불렀던 1집 타이틀곡 난 알아요 록버전이 수록되어있다.

## 수록곡

### CD
- 전체 편곡: 서태지

전체 작사·작곡: 서태지
| #  | 제목                  | 재생 시간 |
| -- | --------------------- | --------- |
| 1. | 오렌지                | 3:53      |
| 2. | 인터넷 전쟁           | 4:35      |
| 3. | Feel the Soul         | 3:58      |
| 4. | 울트라맨이야          | 3:26      |
| 5. | ㄱ나니                | 4:48      |
| 6. | 탱크                  | 4:12      |
| 7. | 너에게                | 2:09      |
| 8. | Come Back Home (live) | 4:43      |

전체 작곡: 서태지
| #   | 제목           | 작사   | 편곡          | 재생 시간 |
| --- | -------------- | ------ | ------------- | --------- |
| 9.  | 대경성         | 서태지 | 김석중&프랙탈 | 4:25      |
| 10. | 울트라맨이야   | 서태지 | 서태지        | 3:02      |
| 11. | 환상 속의 그대 | 서태지 | 서태지        | 3:08      |
| 12. | ㄱ나니         | 서태지 | 서태지        | 4:45      |
| 13. | 널 지우려해    | 양현석 | 서태지        | 4:33      |
| 14. | 시대유감       | 서태지 | 서태지        | 3:33      |
| 15. | 난 알아요      | 서태지 | 서태지, Top   | 4:25      |
| 16. | TAKE 5         | 서태지 | 서태지        | 5:50      |

### TAPE
- 전체 편곡: 서태지

전체 작사·작곡: 서태지
| #  | 제목                  | 재생 시간 |
| -- | --------------------- | --------- |
| 1. | 오렌지                | 3:53      |
| 2. | 인터넷 전쟁           | 4:35      |
| 3. | Feel the Soul         | 3:58      |
| 4. | 울트라맨이야          | 3:26      |
| 5. | ㄱ나니                | 4:48      |
| 6. | 탱크                  | 4:12      |
| 7. | 너에게                | 2:09      |
| 8. | Come Back Home (live) | 4:43      |

전체 작곡: 서태지
| #  | 제목           | 작사   | 편곡          | 재생 시간 |
| -- | -------------- | ------ | ------------- | --------- |
| 1. | 대경성         | 서태지 | 김석중&프랙탈 | 4:25      |
| 2. | 울트라맨이야   | 서태지 | 서태지        | 3:02      |
| 3. | 환상 속의 그대 | 서태지 | 서태지        | 3:08      |
| 4. | ㄱ나니         | 서태지 | 서태지        | 4:45      |
| 5. | 널 지우려해    | 양현석 | 서태지        | 4:33      |
| 6. | 시대유감       | 서태지 | 서태지        | 3:33      |
| 7. | 난 알아요      | 서태지 | 서태지, Top   | 4:25      |
| 8. | TAKE 5         | 서태지 | 서태지        | 5:50      |

### VCD
| #  | 제목              | 재생 시간 |
| -- | ----------------- | --------- |
| 1. | 대경성            |           |
| 2. | 울트라맨이야      |           |
| 3. | 환상속의 그대     |           |
| 4. | ㄱ나니            |           |
| 5. | 널 지우려 해      |           |
| 6. | 시대유감          |           |
| 7. | 난 알아요         |           |
| 8. | Take Five         |           |
| 9. | Self Cam (In L.A) |           |

## 참여
이 목록은 해당 앨범에서 발췌하였다.
서태지 밴드
- 서태지: 보컬
- Top: 리드 기타
- Rock(디아블로): 세컨드 기타
- 상욱(Monkey): 베이스 기타
- Heff 'the machine' Holter: 드럼

### 6th Album RE-RECORDING
- 서태지: 보컬, 작사·작곡·편곡, 프로듀서, 기타, 베이스
- Heff 'the machine' Holter: 드럼
- 조시 프리스: 드럼
- Chuck Johnson, Steve Churchyard: 녹음
- Ulrich Wild: 믹싱
  - Peter Di Rado: 보조
- 녹음·믹싱 스튜디오: Music Grinder 스튜디오(L.A)
- Eddy Schreyer(OASIS MASTERING): 마스터링
- Yusuke Sonoda, Hideo Sano: A&R 디렉션
- Hitoshi Fujisaki, Pual Johnson(INTERNATIONAL PRODUCTION GROUP INC.): A&R 코디네이션

### 2002 ETPFEST Seotaiji Band LIVE
- 서태지: 프로듀싱, 작사(트랙 13 제외)·작곡·편곡(트랙 9 제외), 믹싱
- Top: 편곡(트랙 15 공동편곡)
- 김석중&Fractal: 편곡(트랙 9)
- 믹싱: 최기선
- 스튜디오: Techno T
- Bernie Groundman Mastering(도쿄): 마스터링
- Yukitaka Mashimo, Hirohiko Inoguchi(UNLIMITED GROUP INC.): Ex 프로듀서